# Vincent Perrault
Pour les articles homonymes, voir Perrault.
Vincent Perrault, né le 7 janvier 1965 à Saint-Germain-en-Laye, est un journaliste français.

## Biographie
Vincent Perrault commence sa carrière avec Michel Péricard en 1983 à Radio Ouest FM, puis rejoint Roland Faure à la radio locale versaillaise CVS. Il travaille dans plusieurs radios avant de rejoindre l’Agence France Presse en 1987, où il restera pendant sept ans.
En 1994, il rejoint TF1 au moment de la création de LCI, où il occupe le poste de présentateur de la chronique de l’éco sur LCI et de chef de rubrique sur TF1. Vincent Perrault journaliste économique est chef de service adjoint à LCI.
En mars 2008, Vincent Perrault est élu conseiller municipal de la ville de Saint-Germain-en-Laye, chargé de la communication et de la presse. Le 27 mai 2008, il entre au conseil d’administration et devient vice-président de la chaîne de télévision locale Yvelines 1re,. Il est membre du Sidecom entre 2008 et 2014.
Il est membre du comité d’honneur de Planète citoyenne au Maroc.
Le 18 août 2020, Vincent Perrault est nommé commissaire suppléant de la Commission communale des Impôts directs de Saint-Germain en Laye par Décision du Directeur départemental des Finances Publiques 
En janvier 2021, il est élu et devient membre du conseil de surveillance du FCPE TF1